# Ga Sinbanpo
Ga Sinbanpo (Tiếng Hàn: 신반포역, Hanja: 新盤浦驛) là ga tàu điện ngầm trên Tàu điện ngầm Seoul tuyến 9, nằm ở Banpo-dong, Seocho-gu, Seoul.

## Lịch sử
- 18 tháng 9 năm 2008: Tên ga tàu điện ngầm Seoul tuyến 9 được quyết định là Ga Sapyeong.[1]
- 24 tháng 7 năm 2009: Bắt đầu hoạt động với việc khai trương đoạn Gaehwa ~ Sinnonhyeon của Tàu điện ngầm Seoul tuyến 9.

## Bố trí ga
| Gubanpo ↑          |
| \| W/B             |
| ↓ Xe buýt tốc hành |

| Hướng Tây  | ● Tuyến 9 | Địa phương | ← Hướng đi Dongjak · Noryangjin · Sân bay Quốc tế Gimpo · Gaehwa                                    |
| Hướng Đông | ● Tuyến 9 | Địa phương | → Hướng đi Sinnonhyeon · Seonjeongneung · Liên hợp thể thao · Bệnh viện cựu chiến binh Trung ương → |

## Xung quanh nhà ga
| Lối ra \| 나가는 곳 \| Exit \| 出口 | Lối ra \| 나가는 곳 \| Exit \| 出口 |
| ----------------------------------- | --- |
| 1                                   | Trung tâm cộng đồng Banpo 2-dong Banpo Jugong APT Trường trung học cơ sở Banpo Trường tiểu học Banpo Seoul                                 |
| 2                                   | Banpo Prugio Trường tiểu học Gyeseong Hướng về Cầu Banpo                                                                                   |
| 3                                   | Banpo Raemian Firstige Trường tiểu học Seoul Jamwon Khu vực Seorae                                                                         |
| 4                                   | Banpo Hillstate APT Khu liên hợp thể thao Banpo Trường trung học cơ sở nữ sinh Sehwa Trường trung học nữ sinh Sehwa Trường trung học Sehwa |

## Hình anh

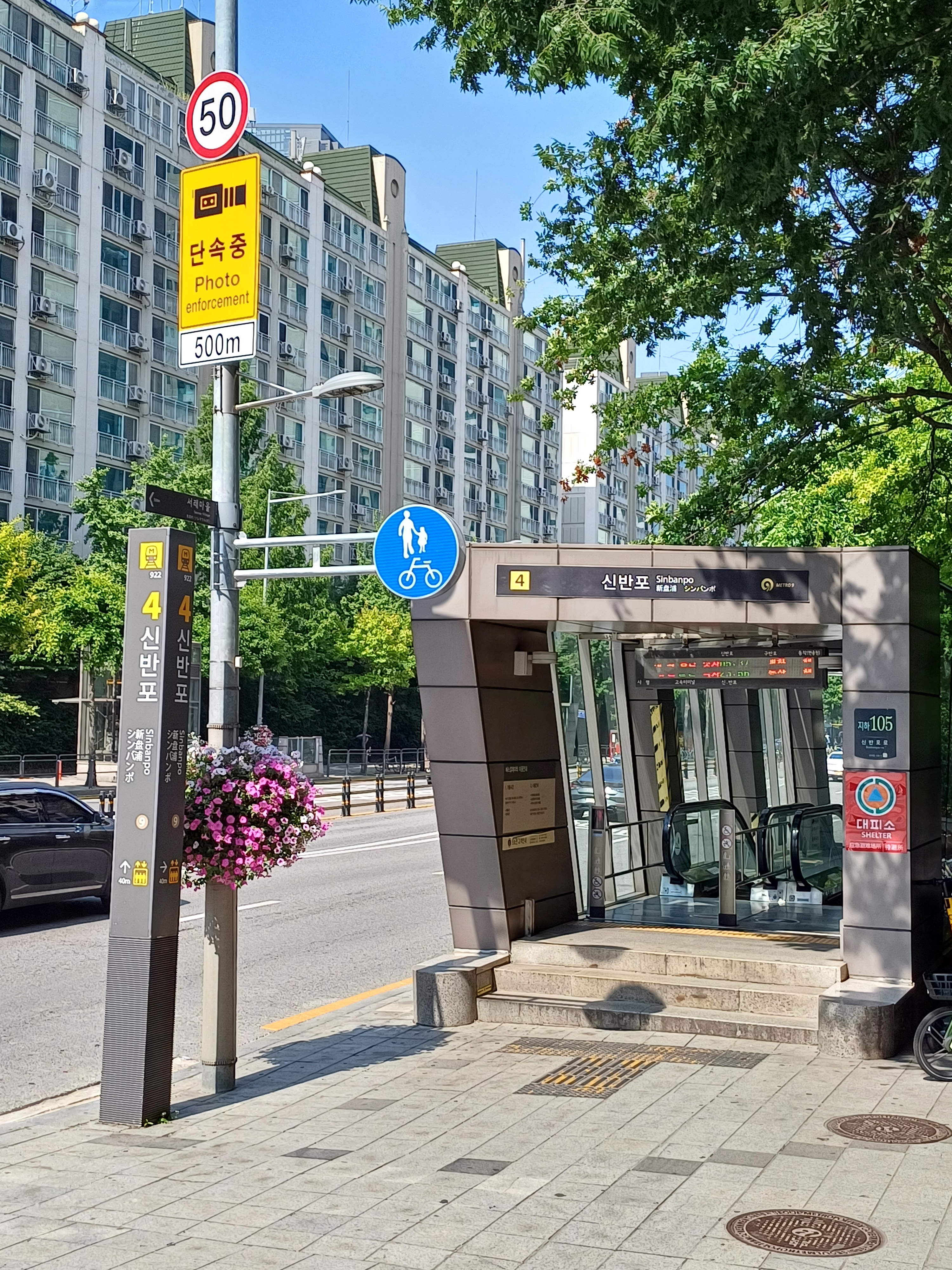
Lối ra 4